# Service des forêts des États-Unis
Le Service des forêts des États-Unis (en anglais : United States Forest Service, USFS) est une agence du département de l'Agriculture des États-Unis qui gère les forêts nationales du pays (United States National Forest). Il agit également dans la recherche et le développement des écosystèmes forestiers mais également d'autres ressources naturelles.

## Histoire
En 1876, le Congrès créa un Bureau du département de l'Agriculture pour évaluer l'état des forêts du pays. En 1881, celui-ci devint la Division forestière gérée par le département de l'Intérieur. Une loi autorisa en 1891 la transformation des forêts publiques en réserves forestières. En 1901, la division fut renommée en Bureau des forêts. C'est depuis 1905 que ce bureau porte son nom actuel. L'un de ses programmes emblématiques est la mise en place entre 1935 et 1942 du projet Shelterbelt.

## Activités
Il existe cent-cinquante-cinq forêts nationales américaines, gérées par le service des forêts, qui est aussi responsable de prairies. Le tout couvre une superficie de 195 millions d'acres (soit presque 79 millions d'hectares)  – ceci équivaudrait à environ 8 % de la superficie du territoire américain, couvrant un espace plus grand que la France métropolitaine.
Ces forêts sont regroupées en districts gérés par des rangers. Le personnel de chaque district veille à l'entretien des sentiers, patrouille dans les réserves, protège les sites et gère la vie sauvage et la nature en général. Depuis une réforme du gouvernement Reagan, les décisions importantes concernant ces forêts sont prises par le gouvernement fédéral. Le gouvernement Obama a cependant présenté un plan, en février 2011, visant à accorder une plus grande latitude de décisions aux responsables locaux, officiellement afin d'adapter les décisions au contexte local. Cette réforme est cependant contestée par certains groupes environnementalistes qui affirment qu'elle constitue un affaiblissement de la protection de l'environnement .
Ces forêts subissent néanmoins une exploitation forestière régulée. Il existe également des forêts nationales qui ne sont pas entièrement boisées. Certaines zones non boisées mais importantes biologiquement sont donc également protégées par ce service.
Pour prévenir tout incendie de forêt, le service a publié le 9 août 1944 des affiches de sensibilisation contre les risques de feux de forêts dont le symbole est un ours ranger (du nom de Black Bear). La campagne fut un succès et l'ours fut plus tard renommé « Smokey Bear. » 

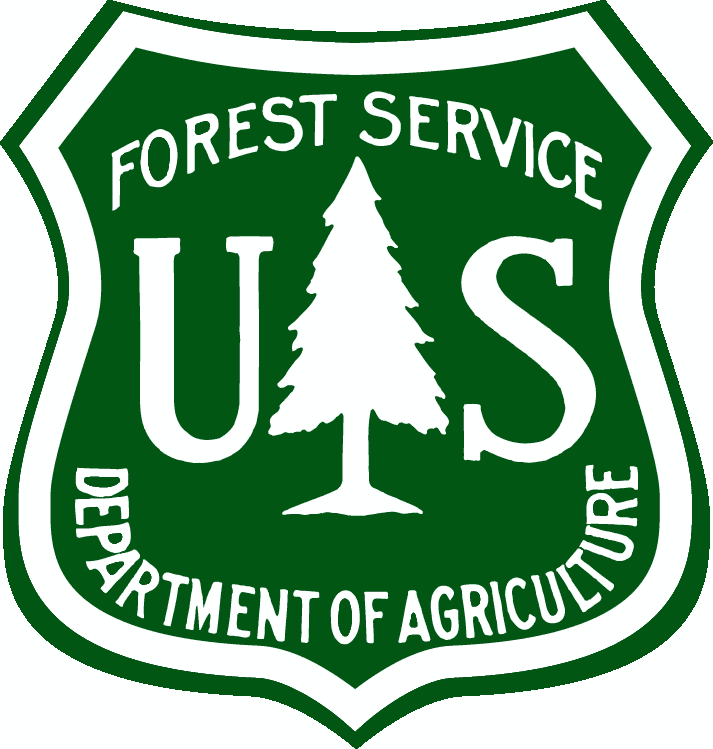
Logotype du service des forêts.
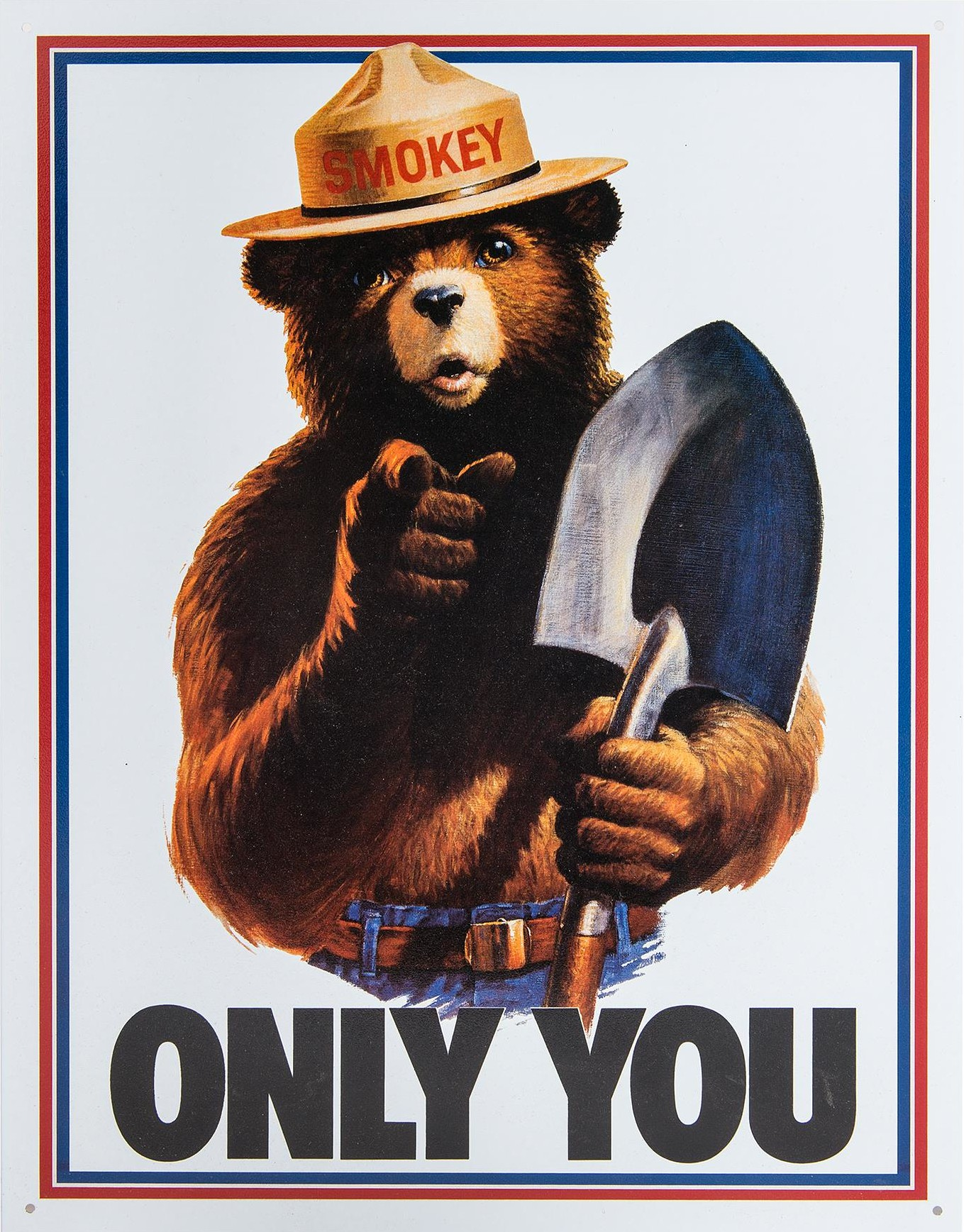
Affiche de Smokey Bear, un symbole aux États-Unis pour la protection des forêts.
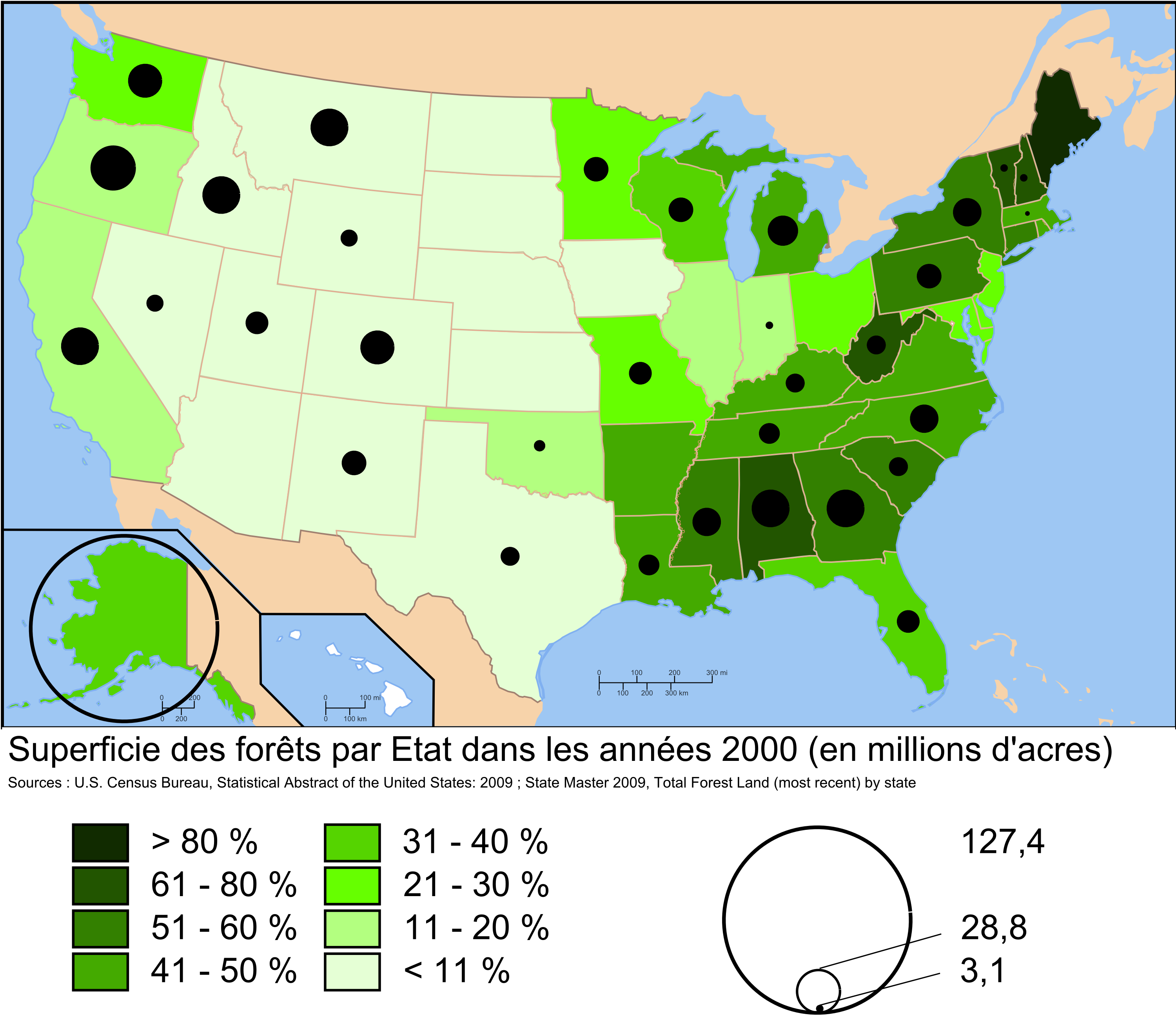
Répartition des forêts.